# برآفتاب غزال
برآفتاب غزال، روستایی در دهستان افرینه بخش افرینه شهرستان معمولان در استان لرستان ایران است.

## جمعیت
بر پایه سرشماری عمومی نفوس و مسکن در سال ۱۳۹۵، جمعیت این روستا برابر با ۷۸ نفر (۱۷ خانوار) بوده‌است. طایفهٔ لئه‌وند از ایل جودکی در این روستا زندگی می‌کنند.